# Erie (Pennsilvània)
Erie és una ciutat a la riba sud del llac Erie i la seu del comtat d'Erie, a Pennsilvània, als Estats Units. És la cinquena ciutat més poblada de Pennsilvània i la més poblada del nord-oest de Pennsilvània amb una població de 94.831 al cens de 2020. L'àrea metropolitana d'Erie, equivalent a tot el comtat d'Erie, tenia una població de 270.876 el 2020. Erie es troba a unes 80 milles (130 km) de Buffalo, 90 milles (140 km) de Cleveland i 120 milles (190 km) de Pittsburgh.
La ciutat va rebre el nom dels nadius americans Erie que van viure a la zona fins a mitjan segle XVII. Erie rep el nom popular de "Ciutat de les joies", en referència al fet que abans va ser coneguda com la "Joia dels Grans Llacs" a causa del seu bonic port natural; i més recentment, la "Flagship City", a partir d'un esforç de màrqueting local per promoure el seu estatus com a port d'origen del vaixell insígnia d'Oliver Hazard Perry, <i id="mwLg">Niagara</i>.
El sector manufacturer d'Erie continua sent destacat a l'economia local, mentre que les assegurances, la salut, l'educació superior, la tecnologia, les indústries de serveis i el turisme estan emergint com a motors econòmics. Com les altres ciutats portuàries dels Grans Llacs, Erie és accessible als oceans a través del llac Ontario i la xarxa del riu Sant Llorenç al Canadà. El clima local és humit, de quatre estacions i nevat, amb estius càlids i hiverns durs, a causa de la seva ubicació a la vora del llac al sud.